# Aluminijev hidroksid
Aluminijev hidroksid, tudi aluminijev hidrat ali trihidrat  (Al2O3•3H2O),  je aluminijeva spojina s kemijsko formulo Al(OH)3. V naravi se pojavlja kot mineral gibsit, znan tudi kot hidrargilit, ki ima tri polimorfne oblike: bajerit, dojleit in nordstrandit. Tesno je povezan z aluminijevim oksidom hidroksidom AlO(OH) in aluminijevim oksidom Al2O3, od katerega se razlikuje samo po odcepljeni vodi. Vse naštete spojine skupaj so glavne komponente aluminijeve rude boksita. Sveže oborjen aluminijev hidroksid tvori gele, ki so uporabni kot flokulanti za čiščenje vode. Ti geli ščasoma kristalizirajo. Z odstranitvijo vode iz gelov aluminijevega oksida, na primer z nevodnimi  topili, ki se mešajo z vodo, kakršen je etanol, nastane praškast amorfen aluminijev hidroksid, ki je dobro topen v kislinah. Iz praškastega  aluminijevega hidroksida nastane s segrevanjem pri kontroliranih pogojih aktivirana glinica (Al2O3), ki se uporablja kot sušilno sredstvo (sikativ), adsorbent, sredstvo za čiščenje plinov, nosilec za katalizatorje, sredstvo za čiščenje vode in adsorbent za katalizator med sintezo polietilena.

## Poimenovanje
Poimenovanje različnih oblik aluminijevega hidroksida je dvoumno in zanj ni nobenega univerzalnega standarda. Vse štiri polimorfne oblike imajo kemijsko formulo Al(OH)3, v kateri so na aluminijev atom vezane tri hidroksilne skupine OH-.
Gibsit se imenuje tudi hidrargilit (iz grškega hidra – voda in argilles – glina). Za prvo snov, ki so jo poimenovali hidrargilit in je bila domnevno aluminijev hidroksid, se je kasneje izkazalo, da je aluminijev fosfat. Imeni gibsit in hidrargilit so kljub temu še naprej uporabljali za isti polimorf aluminijevega hidroksida. Prvo ime se je uporabljalo predvsem v ZDA, drugo pa predvsem v Evropi.  Leta 1930 so gibsit/hidrargilit preimenovali α-aluminijev trihidrat, da bi ga razlikovali od bajerita, katerega so preimenovali v β-aluminijev trihidrat, čeprav sta obe obliki bolj ali manj enaki. Leta 1957 so na simpoziju o nomenklaturi glinice poskušali razviti univerzalen standard. Predlagali so, da bi se gibsit imenoval  γ-Al(OH)3,  bajerit α-Al(OH)3 in nordstrandit  Al(OH)3. Polimorfe so nazadnje razvrstili po njihovih kristalografskih značilnostih: gibsit je postal α-Al(OH)3, bajerit β-Al(OH)3, nordstrandit in dojleit pa Al(OH)3. Oznaki α in β sta se nanašali na heksagonalno kristalno strukturo z gostimi skladi in različna polimorfizma v dehidriranem stanju, med nordstranditom  in dojleitom pa niso delali nobenih razlik.

## Lastnosti
Gibsit ima zgradbo, značilno za kovinske hidrokside z  vodikovimi vezmi. Zgrajen je iz dvojnih slojev hidroksilnih skupin z vmesnimi aluminijevimi ioni, ki zasedajo dve tretjini oktaedrskih lukenj med dvema slojema.
Aluminijev hidroksid je amfoteren. Z raztapljanjem v kislinah preide v [Al(H2O)6]3+ (heksaakvaaluminij) ali produkte njegove hidrolize. Z močnimi alkalijami tvori tetrahidroaluminatni ion [Al(OH)4]−.

### Polimorfizem
Aluminijev hidroksid ima štiri polimorfe:
- monoklinski gibsit (hidrargilit) ali  γ-Al(OH)3
- heksagonalni bajerit ali β-Al(OH)3
- triklinski nordstrandit
- dojleit

Vsi so zgrajeni iz oktaedrskih slojev molekul aluminijevega hidroksida z aluminijevimi atomi v središčih in hidroksilnimi skupinami okoli njih. Sloji so med seboj povezani z vodikovimi vezmi. Polimorfi se razlikujejo po tem, kako so sloji zloženi, razporeditev molekul in slojev pa sta odvisna od kislosti, prisotnosti drugih ionov in soli in površine, na kateri se tvorijo. V večini pogojev je kemijsko najbolj stabilen gibsit. Vse kristalne oblike Al(OH)3 so heksagonalne.

## Proizvodnja
Skoraj ves aluminijev hidroksid se proizvede po Bayerjevem postopku, ki se začne z raztapljanjem boksita v natrijevem hidroksidu pri temperaturi 170-180 °C.  Sledi filtriranje, s katerim se odstrani neraztopljeno rdeče blato, odparevanje odvečne vode, kristalizacija in sušenje. 
Aluminijev hidroksid je po Bayerejvem postopku proizvajala Kemična tovarna Moste v Ljubljani.
Neraztopljeni ostanek, imenovan rdeče blato, je zelo alkalen in škodljiv za okolje in se običajno odlaga v velikih umetnih jezerih. Nesreča, ki se je leta 2010  zgodila zaradi preboja jezu na takšnem umetnem jezeru pri tovarni v Ajki na Madžarskem, je zahtevala devet smrtnih žrtev in 122 poškodovanih. Rdeče blato  je onesnažilo tudi veliko obdelovalnih površin in vodotokov.

## Raba
Letna proizvodnja aluminijevega hidroksida je približno 100 milijonov ton. Več kot 90 % se ga porabi za proizvodnjo glinice (Al2O3), ki je surovina za proizvodnjo aluminija.
Iz aluminijevega hidroksida se proizvajajo tudi druge aluminijeve spojine, predvsem kalcinirane glinice, aluminijev sulfat, polialuminijev klorid, aluminijev klorid, zeoliti, natrijev aluminat, aktivirana glinica in aluminijev nitrat. 

### Zaviralec gorenja
Aluminijev hidroksid se, podobno kot magnezijev hidroksid in zmesi huntita (Mg3Ca(CO3)4) in hidromagnezita (Mg5(CO3)4(OH)2•4H2O), uporablja kot mineralno polnilo za zaviranje gorenja polimerov. Pri temperaturi okrog 180 °C razpade in pri tem absorbira veliko količino toplote in sprosti vodno paro. Poleg tega tudi zelo učinkovito preprečuje dimljenje številnih polimerov, predvsem poliestrov, akrilatov, etilen vinil acetata, epoksidov, PVC in gume.

### Farmacevtska industrija
Spojina se uporablja kot antacid s trgovskimi imeni Alu-Cap, Aludrox, Gaviscon in Pepsamar, ker reagira s prebitno želodčno kislino in zniža njeno kislost. Zmanjšanje kislosti v želodcu olajša simptome razjed na želodcu in dvanajstniku, zgago in prebavne motnje, hkrati pa lahko povzroči zapeko, zato se pogosto uporablja skupaj z magnezijevim hidroksidom in magnezijevim karbonatom, ki delujeta odvajalno. Aluminijev hidroksid je tudi sredstvo za reguliranje nivoja fosfatov v krvi pacientov z okvarami ledvic.
Oborjen aluminijev hidroksid se dodaja kot pomagalo v nekatera cepiva, na primer v cepivo proti vraničnemu prisadu. Ker dobro absorbira beljakovine, deluje tudi kot stabilizator in preprečuje, da bi se beljakovine med skladiščenjem obarjale ali lepile na stene posod. Po cepljenju se zaradi absorpcije beljakovinski antigeni počasneje sproščajo z mesta cepljenja. Poleg tega sproži tudi nespecifičen  odziv imunskega sistema, ker  inducira nastajanje sečne kisline, ki za imunski sistem pomeni znak za nevarnost.

#### Morebitni škodljivi učinki
V 1960. In 1970. letih se je domnevalo, da je aluminij povezan z različnimi nevrološkimi motnjami, vključno z Alzheimerjevo boleznijo. Kasnejše epidemiološke študije niso dokazale nobene povezave med izpostavljenostjo aluminiju in nevrološkimi boleznimi.
Aluminijev hidroksid v nekaterih cepivih so povezovali tudi z makrofagičnim miofasciitisom, redko boleznijo mišic. 